# Dick Motta
John Richard "Dick" Motta (ur. 3 września 1931 w Midvale) – amerykański trener koszykarski, mistrz NBA, nagrodzony tytułem Trenera Roku NBA.

## Osiągnięcia
- Mistrz NBA (1978)[1]
- Wicemistrz NBA (1979)[1]
- 3-krotny mistrz konferencji Big Sky NCAA (1965, 1966, 1968)[3]
- Trener Roku:
  - NBA (1971)[2]
  - Konferencji Big Sky NCAA (1965)
- Trener drużyny Wschodu podczas meczu gwiazd NBA (1979)[4]
- Zaliczony do Galerii Sław Sportu stanu Utah - Utah Sports Hall Of Fame (1994)[5]